# Berny-en-Santerre
Berny-en-Santerre és un municipi francès situat al departament del Somme i a la regió dels Alts de França. L'any 2007 tenia 146 habitants.

## Demografia

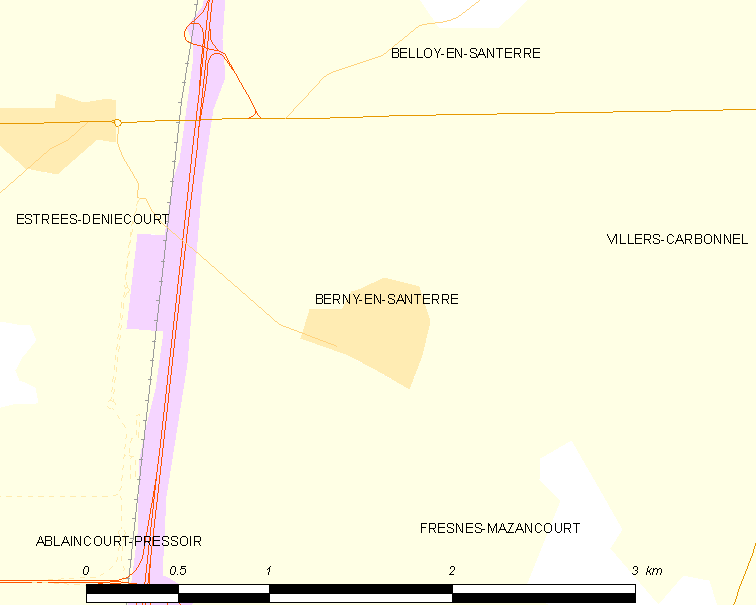
Mapa del municipi

### Població
El 2007 la població de fet de Berny-en-Santerre era de 146 persones. Hi havia 54 famílies de les quals 8 eren unipersonals (4 homes vivint sols i 4 dones vivint soles), 19 parelles sense fills, 19 parelles amb fills i 8 famílies monoparentals amb fills.
La població ha evolucionat segons el següent gràfic:

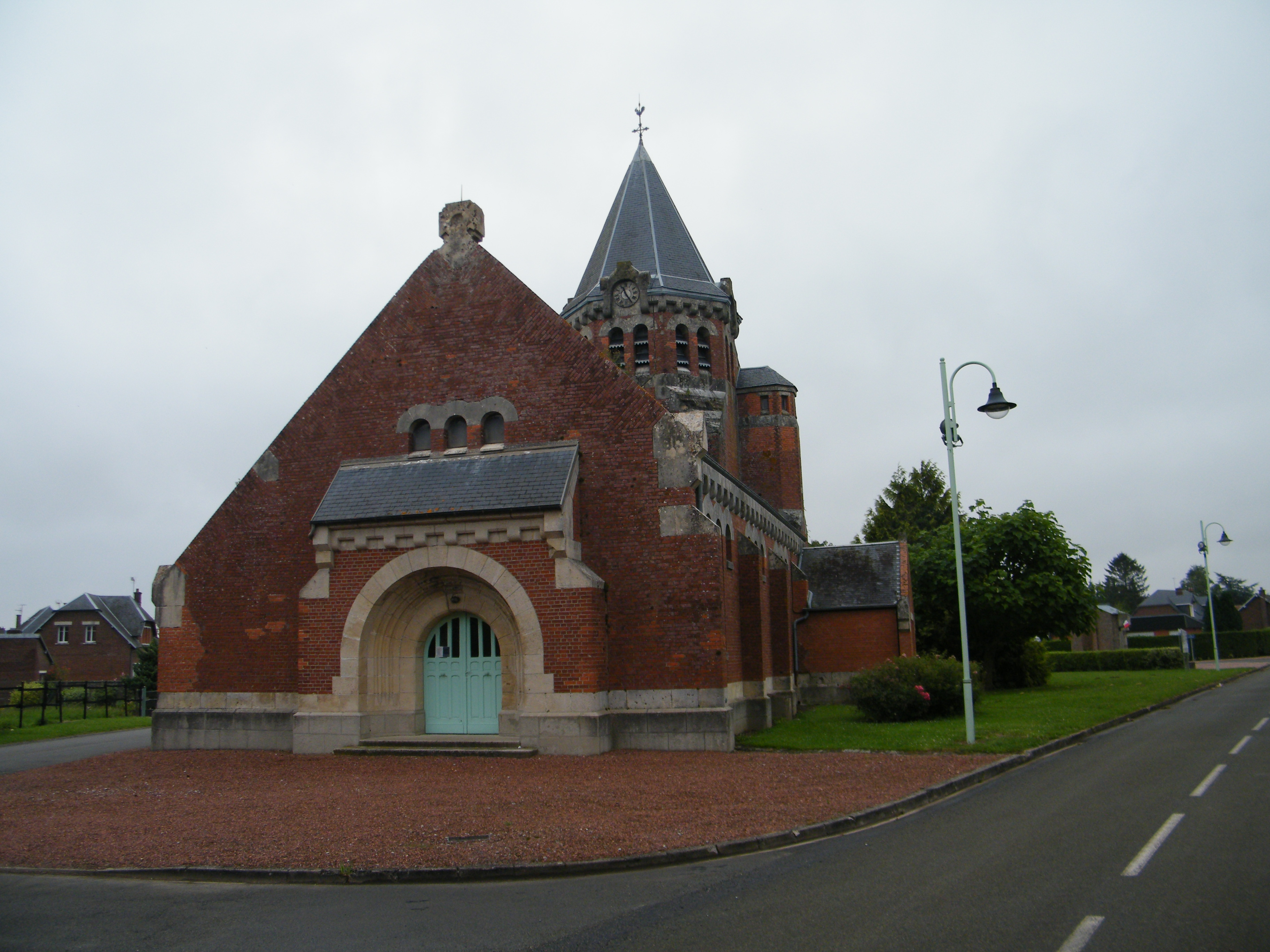

Habitants censats

### Habitatges
El 2007 hi havia 66 habitatges, 56 eren l'habitatge principal de la família, 4 eren segones residències i 6 estaven desocupats. 62 eren cases i 4 eren apartaments. Dels 56 habitatges principals, 36 estaven ocupats pels seus propietaris i 19 estaven llogats i ocupats pels llogaters; 2 tenien una cambra, 8 en tenien tres, 12 en tenien quatre i 34 en tenien cinc o més. 51 habitatges disposaven pel capbaix d'una plaça de pàrquing. A 22 habitatges hi havia un automòbil i a 29 n'hi havia dos o més.

### Piràmide de població
La piràmide de població per edats i sexe el 2009 era:
| Homes | Edats   | Dones |
| ----- | ------- | ----- |
| 0     | 95 o +  | 0     |
| 0     | 90 a 94 | 4     |
| 4     | 85 a 89 | 0     |
| 0     | 80 a 84 | 0     |
| 4     | 75 a 79 | 0     |
| 4     | 70 a 74 | 0     |
| 4     | 65 a 69 | 8     |
| 4     | 60 a 64 | 0     |
| 0     | 55 a 59 | 0     |
| 8     | 50 a 54 | 8     |
| 0     | 45 a 49 | 4     |
| 0     | 40 a 44 | 8     |
| 12    | 35 a 39 | 8     |
| 4     | 30 a 34 | 4     |
| 12    | 25 a 29 | 4     |
| 8     | 20 a 24 | 4     |
| 0     | 15 a 19 | 12    |
| 4     | 10 a 14 | 8     |
| 8     | 5 a 9   | 8     |
| 8     | 0 a 4   | 0     |

## Economia

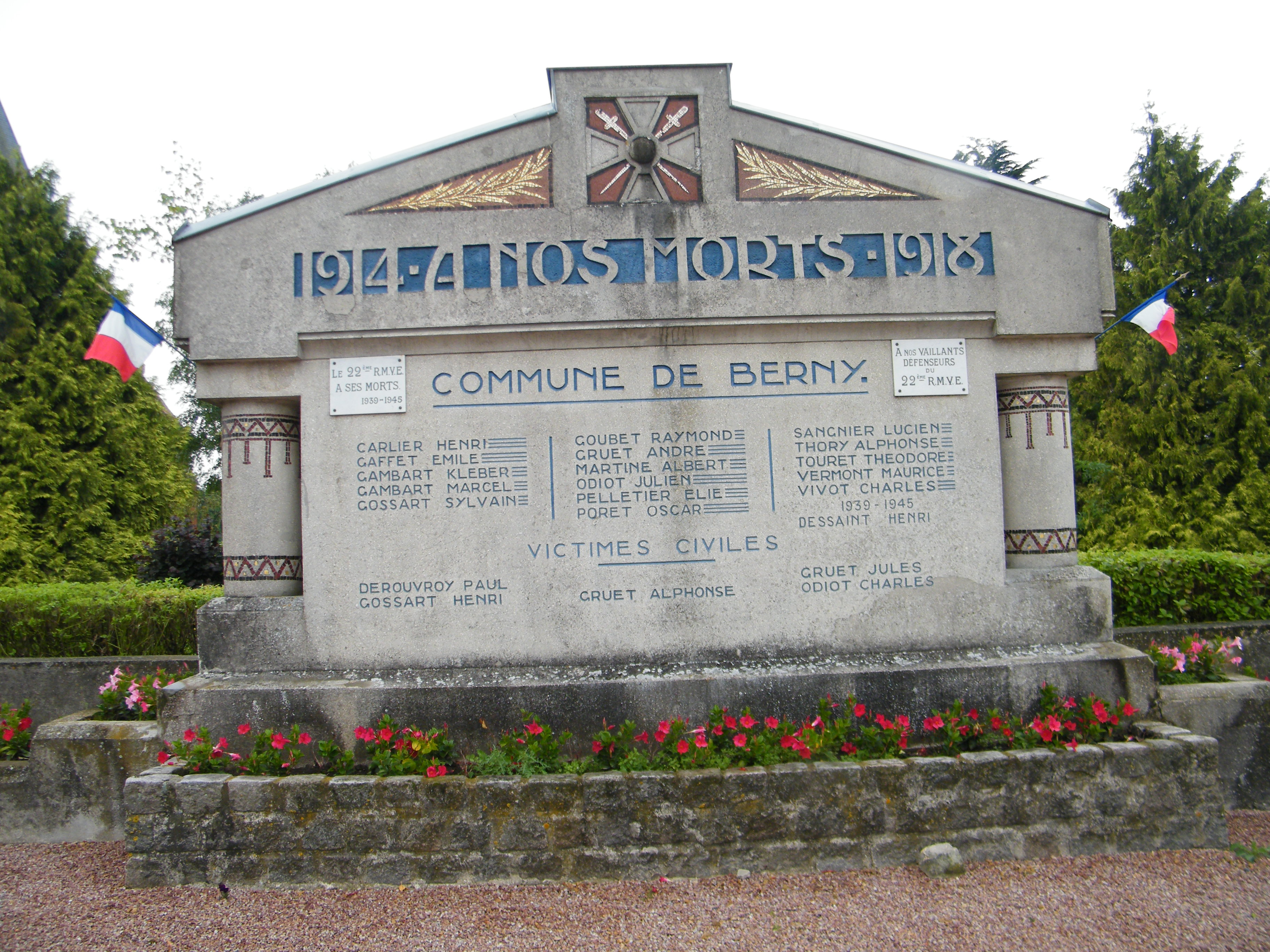

El 2007 la població en edat de treballar era de 99 persones, 75 eren actives i 24 eren inactives. De les 75 persones actives 61 estaven ocupades (33 homes i 28 dones) i 16 estaven aturades (5 homes i 11 dones). De les 24 persones inactives 10 estaven jubilades, 7 estaven estudiant i 7 estaven classificades com a «altres inactius».

### Ingressos
El 2009 a Berny-en-Santerre hi havia 58 unitats fiscals que integraven 144 persones, la mediana anual d'ingressos fiscals per persona era de 15.713 €.

### Activitats econòmiques
Dels 4 establiments que hi havia el 2007, 1 era d'una empresa de fabricació d'altres productes industrials, 2 d'empreses de comerç i reparació d'automòbils i 1 d'una empresa de serveis.
L'any 2000 a Berny-en-Santerre hi havia 5 explotacions agrícoles que ocupaven un total de 390 hectàrees.

## Poblacions més properes
El següent diagrama mostra les poblacions més properes.